# Saint-Nexans
Saint-Nexans är en kommun i departementet Dordogne i regionen Nouvelle-Aquitaine i sydvästra Frankrike. Kommunen ligger i kantonen Bergerac 2e Canton som tillhör arrondissementet Bergerac. År 2022 hade Saint-Nexans 1 013 invånare.

## Befolkningsutveckling
Antalet invånare i kommunen Saint-Nexans
Referens:INSEE